# 绿皇鸠
大綠鳩（学名：Ducula aenea）为鸠鸽科皇鸠属的鸟类，俗名绿南鸠、大绿鸠。分布于沿綠皇鳩缘向南、西至巴基斯坦、东至菲律宾群岛、南抵印度、印度尼西亚以及中国大陆的广东、海南、云南等地，主要栖息于丘陵的阔叶林以及河谷的次生林、平原或丘陵地带居民点附近的榕树、橄榄树等。该物种的模式产地在印度尼西亚弗洛勒斯。

## 保护
- 中国国家重点保护动物等级：二级

## 亚种
- 绿皇鸠广东亚种（学名：Ducula aenea kwantungensis）。在中国大陆，分布于广东、海南等地。该物种的模式产地在广东罗浮山一带。[3]
- 绿皇鸠云南亚种（学名：Ducula aenea sylvatica）。分布于尼泊尔、孟加拉、印度、缅甸、泰国、老挝、越南、柬埔寨以及中国大陆的云南等地。该物种的模式产地在印度。[4]